# Kutzenhausen
Pour les articles homonymes, voir Kutzenhausen (homonymie).
Kutzenhausen est une commune française située dans la circonscription administrative du Bas-Rhin et, depuis le 1er janvier 2021, dans le territoire de la Collectivité européenne d'Alsace, en région Grand Est.
Cette commune se trouve dans la région historique et culturelle d'Alsace.

## Géographie

### Localisation
La commune est à 2,3 km de Soulz-sous-Forêts, 2,6 de Merkwiller-Pechelbronn, 5,8 de Lobsann et 6,5 de Surbourg.
La localité fait partie de la région naturelle Outre-Forêt.

### Géologie et relief
La commune se compose de 62,33 hectares de territoires artificialisés (8,67 %), 484,20 hectares de territoires agricoles (67,34 %) et 172,45 hectares de forêts et milieux semi-naturels (23,98 %).
Espaces naturels :
- Trois espaces protégés hors Natura 2000 :

Réserve de Biosphère, zone tampon,
Réserve de Biosphère, zone de transition,
Parc naturel régional.
Commune membre du parc naturel régional des Vosges du Nord.
Formations géologiques du territoire communal présentes à l'affleurement ou en subsurface
Montagne : Grand Wintersberg.

### Sismicité
Commune située dans une zone de sismicité modérée.

### Hydrographie et les eaux souterraines
Hydrogéologie et climatologie : Système d’information pour la gestion des eaux souterraines du bassin Rhin-Meuse :
Territoire communal : Occupation du sol (Corinne Land Cover); Cours d'eau (BD Carthage),
Géologie : Carte géologique; Coupes géologiques et techniques,
 Hydrogéologie : Masses d'eau souterraine; BD Lisa; Cartes piézométriques.
La commune est dans le bassin versant du Rhin au sein du bassin Rhin-Meuse. Elle est drainée par le ruisseau le Seltzbach, le ruisseau le Froeschwillerbach et le ruisseau le Sumpfgraben,.
Le Seltzbach, d'une longueur de 33 km, prend sa source dans la commune de Gœrsdorf et se jette  dans la Sauer à Seltz, après avoir traversé 14 communes.

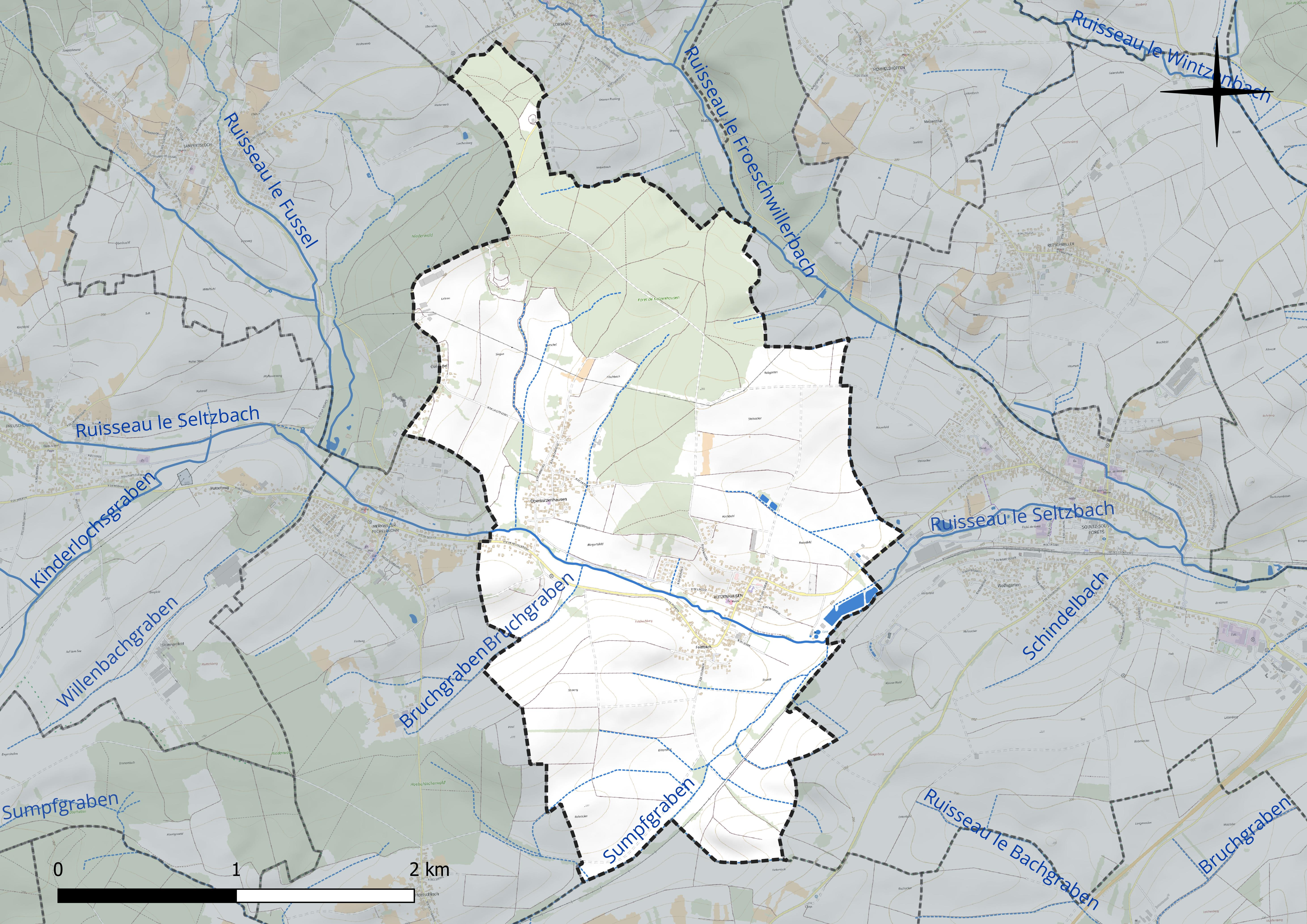
Réseau hydrographique de Kutzenhausen.

### Climat
Pour des articles plus généraux, voir Climat du Grand Est et Climat du Bas-Rhin.
En 2010, le climat de la commune est de type climat des marges montargnardes, selon une étude du Centre national de la recherche scientifique s'appuyant sur une série de données couvrant la période 1971-2000. En 2020, Météo-France publie une typologie des climats de la France métropolitaine dans laquelle la commune est exposée à un climat semi-continental et est dans une zone de transition entre les régions climatiques « Vosges » et « Alsace ».
Pour la période 1971-2000, la température annuelle moyenne est de 10,6 °C, avec une amplitude thermique annuelle de 17,8 °C. Le cumul annuel moyen de précipitations est de 820 mm, avec 10,6 jours de précipitations en janvier et 10,2 jours en juillet. Pour la période 1991-2020, la température moyenne annuelle observée sur la station météorologique de Météo-France la plus proche, « Preuschdorf », sur la commune de Preuschdorf à 4 km à vol d'oiseau, est de 11,3 °C et le cumul annuel moyen de précipitations est de 834,2 mm. 
La température maximale relevée sur cette station est de 39,8 °C, atteinte le 4 juillet 2015 ; la température minimale est de −19,9 °C, atteinte le 8 janvier 1985,,.
Les paramètres climatiques de la commune ont été estimés pour le milieu du siècle (2041-2070) selon différents scénarios d'émission de gaz à effet de serre à partir des nouvelles projections climatiques de référence DRIAS-2020. Ils sont consultables sur un site dédié publié par Météo-France en novembre 2022.

### Voies de communications et transports

#### Voies routières
Située entre Soultz-sous-Forêts et Merkwiller-Pechelbronn, elle est traversée par la route départementale D 28.
- D 52 vers Soultz-sous-Forêts.
- D 28 vers Merkwiller-Pechelbronn, Dieffenbach-lès-Woerth.

#### Transports en commun

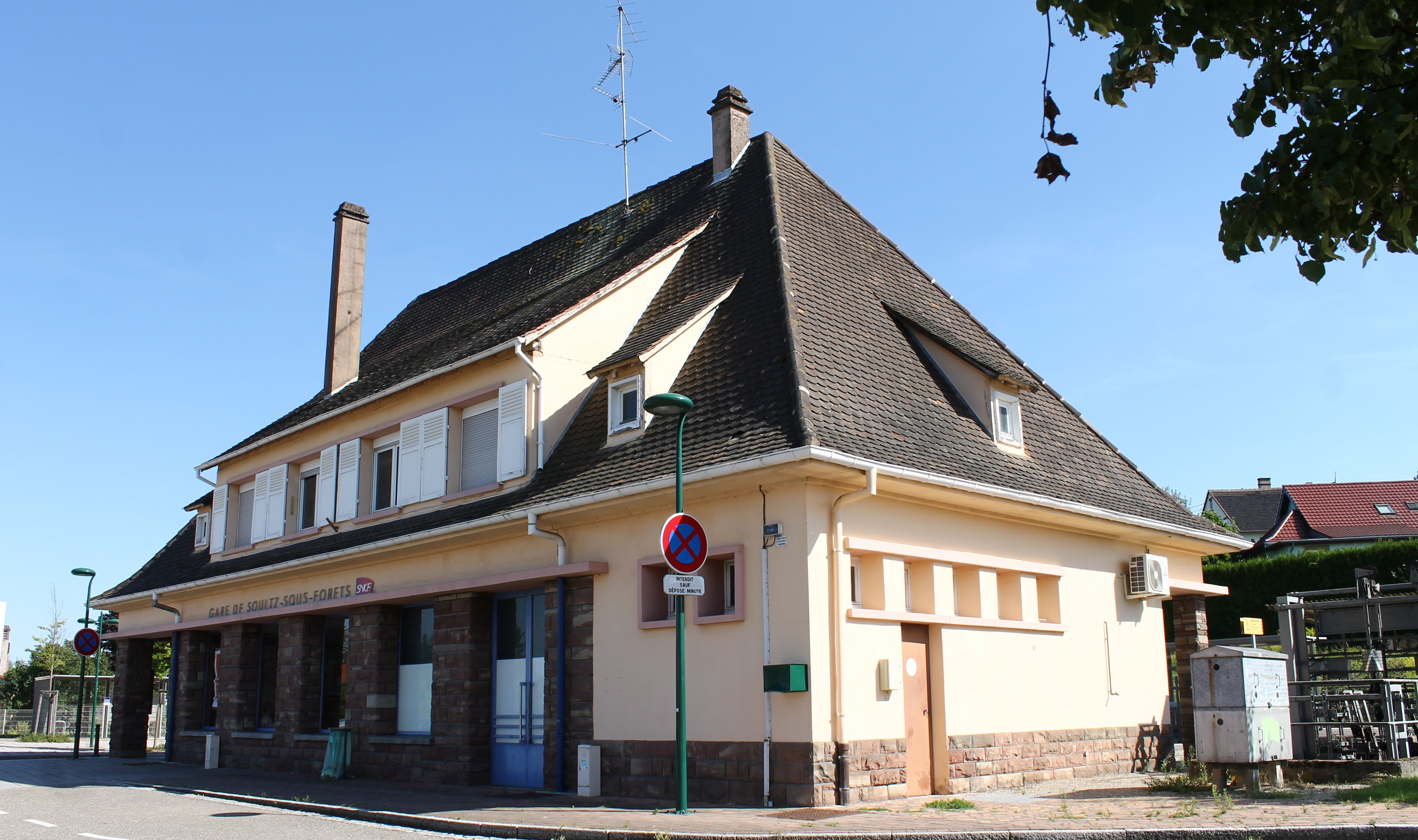
Gare de Soultz-sous-Forêts.

- Transports en Alsace.
- Fluo Grand Est.

##### SNCF
- Gare de Soultz-sous-Forêts,
- Gare de Hoelschloch,
- Gare de Hoffen,
- Gare de Walbourg,
- Gare de Hunspach.

| Lampertsloch           | Lobsann      |                    |
|                        | Kutzenhausen | Soultz-sous-Forêts |
| Merkwiller-Pechelbronn | Surbourg     |                    |

### Intercommunalité
Commune membre de la communauté de communes Sauer-Pechelbronn.

## Urbanisme

### Typologie
Au 1er janvier 2024, Kutzenhausen est catégorisée bourg rural, selon la nouvelle grille communale de densité à sept niveaux définie par l'Insee en 2022.
Elle est située hors unité urbaine. Par ailleurs la commune fait partie de l'aire d'attraction de Haguenau, dont elle est une commune de la couronne,. Cette aire, qui regroupe 34 communes, est catégorisée dans les aires de 50 000 à moins de 200 000 habitants,.

### Occupation des sols
L'occupation des sols de la commune, telle qu'elle ressort de la base de données européenne d’occupation biophysique des sols Corine Land Cover (CLC), est marquée par l'importance des territoires agricoles (67,7 % en 2018), une proportion sensiblement équivalente à celle de 1990 (68,5 %). La répartition détaillée en 2018 est la suivante : 
terres arables (56,3 %), forêts (23,7 %), zones urbanisées (8,7 %), prairies (6,3 %), cultures permanentes (5 %). L'évolution de l’occupation des sols de la commune et de ses infrastructures peut être observée sur les différentes représentations cartographiques du territoire : la carte de Cassini (XVIIIe siècle), la carte d'état-major (1820-1866) et les cartes ou photos aériennes de l'IGN pour la période actuelle (1950 à aujourd'hui).

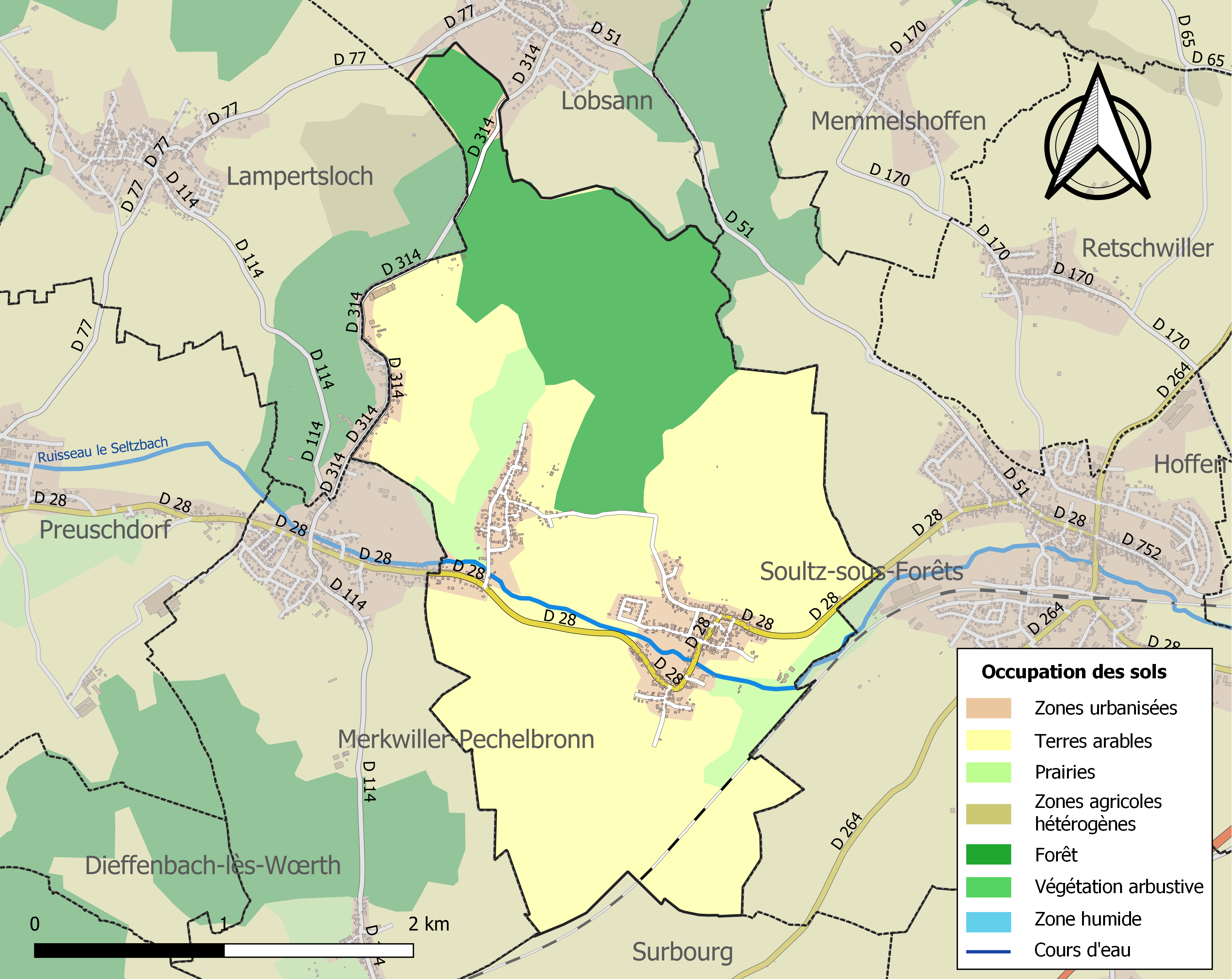
Carte des infrastructures et de l'occupation des sols de la commune en 2018 (CLC).

Commune couverte par le plan local d'urbanisme intercommunal Pechelbronn.

## Toponymie
De Goten hause, possession de l'abbaye de Wissembourg toute proche ; un autre Kutzenhausen se trouvait près de Drusenheim et doit son nom probablement à l'ancienne abbaye d'Arnulfsau. Autrefois, les abbayes s'appelaient aussi Goten hause, une forme ancienne s'écrivant Chuzichusi.

## Histoire
La commune de Kutzenhausen est issue de l'ancien bailliage et comprenait au début du XIXe siècle les localités de Niederkutzenhausen et Feldbach, actuellement village de Kutzenhausen, Oberkutzenhausen, Merkwiller et Hoelschloch,. Ces deux écarts formèrent en 1888 la nouvelle commune de Merkwiller et Kutzenhausen est passée de l'arrondissement de Wissembourg à l'arrondissement de Haguenau-Wissembourg le 1er janvier 2015.
En France, les premiers puits de pétrole (qui exploitaient surtout des sables bitumineux) ont été creusés à Kutzenhausen. L'exploitation associée à une raffinerie, perdura jusqu'aux années 1970.

### Héraldique
| Blason de Kutzenhausen | Blason  | Écartelé : au premier d'or au sautoir de sable, au deuxième de sinople à la gerbe de blé d'or, au troisième de sinople aux trois fasces d'argent, au quatrième de sable au soc de charrue d'or posé en barre la pointe vers le chef. |
| Blason de Kutzenhausen | Détails | |

## Politique et administration

### Liste des maires
| Période                                  | Période                          | Identité                     | Étiquette | Qualité                                                                                      |
| ---------------------------------------- | -------------------------------- | ---------------------------- | --------- | -------------------------------------------------------------------------------------------- |
| Les données manquantes sont à compléter. |                                  |                              |           |                                                                                              |
| 1888                                     | 1895 (7 ans)                     | Frédéric Roessel (1868–1927) | SE        | N/A                                                                                          |
| 1895                                     | 1906 (11 ans)                    | Georges Wagner               | SE        | N/A                                                                                          |
| 1906                                     | 1917 (11 ans)                    | Georges Strohl (1849–1918)   | SE        | Cultivateur, laboureur                                                                       |
| 1917                                     | 1924 (7 ans)                     | Georges Mall (1859–1939)     | SE        | N/A                                                                                          |
| 1924                                     | 1944 (20 ans)                    | Georges Mall (1891–1965)     | SE        | N/A                                                                                          |
| 1945                                     | 1945 (Moins d'un an)             | Joseph Klein (1912–1976)     | SE        | N/A                                                                                          |
| 1946                                     | 14 mars 1971 (25 ans)            | Martin Heintz (1901–1983)    | SE        | N/A                                                                                          |
| 14 mars 1971                             | 12 mars 1989 (17 ans, 363 jours) | Georges Wagner (1920–2006)   | SE        | N/A                                                                                          |
| 12 mars 1989                             | 23 mars 2014 (25 ans, 11 jours)  | Edmond Fabacher (1944–)      | SE        | Instituteur (1964–2001) Correspondant aux DNA (Depuis 1970) 1er adjoint au maire (1977–1989) |
| 23 mars 2014                             | En cours (11 ans, 145 jours)     | Pierrot Sitter (d) (1954–)   | SE        | Retraité; anciennement Industriel - chef d'entreprise                                        |

### Budget et fiscalité 2023

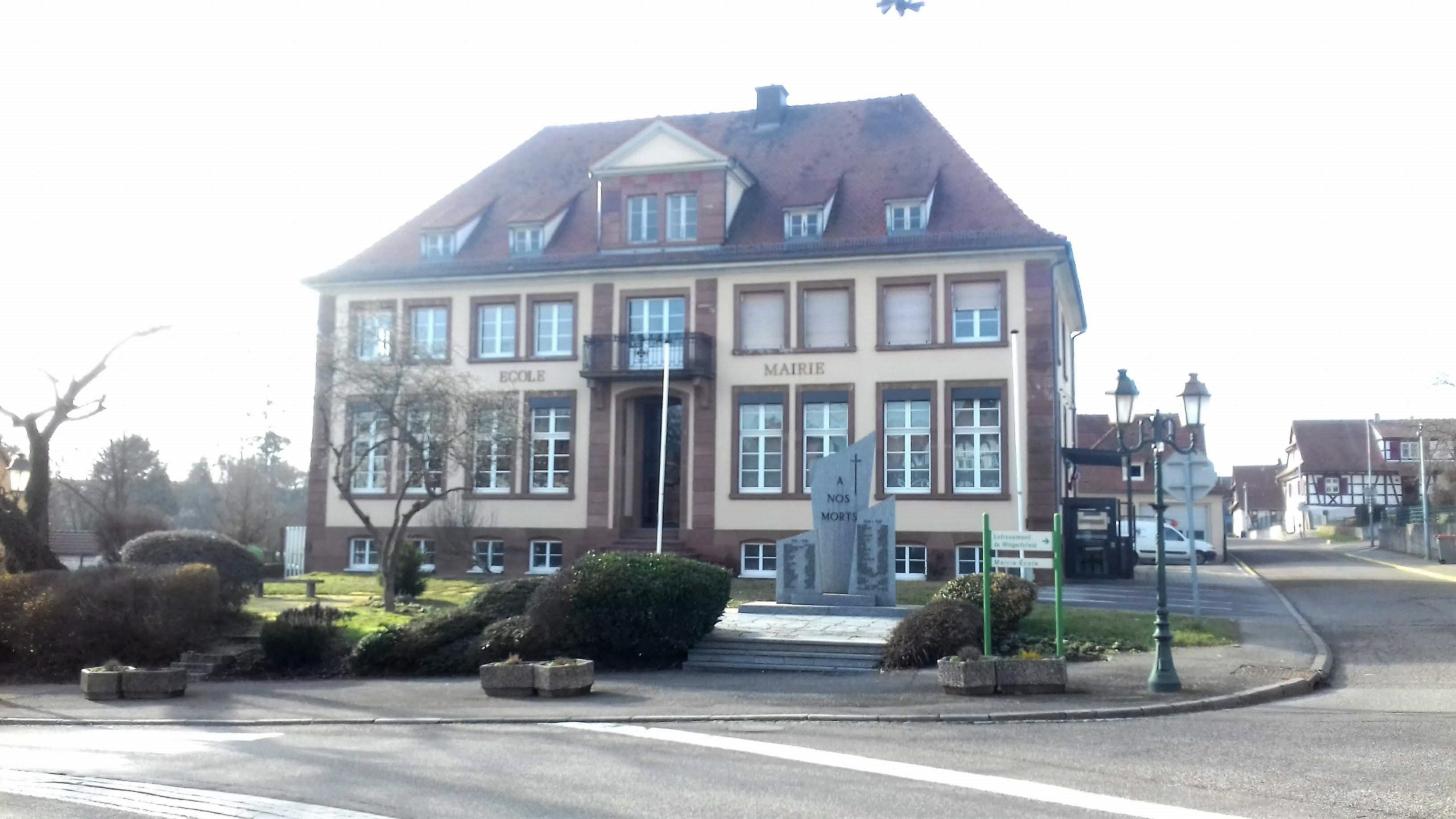
Mairie-école de Kutzenhausen.

En 2023, le budget de la commune était constitué ainsi :
- total des produits de fonctionnement : 576 000 €, soit 617 € par habitant ;
- total des charges de fonctionnement : 445 000 €, soit 477 € par habitant ;
- total des ressources d'investissement : 196 000 €, soit 210 € par habitant ;
- total des emplois d'investissement : 340 000 €, soit 364 € par habitant ;
- endettement : 611 000 €, soit 654 € par habitant.

Avec les taux de fiscalité suivants :
- taxe d'habitation : 8,50 % ;
- taxe foncière sur les propriétés bâties : 25,67 % ;
- taxe foncière sur les propriétés non bâties : 48,00 % ;
- taxe additionnelle à la taxe foncière sur les propriétés non bâties : 0 % ;
- cotisation foncière des entreprises : 0 %.

Chiffres clés Revenus et pauvreté des ménages en 2021 : médiane en 2021 du revenu disponible, par unité de consommation : 25 850 €.

## Économie

### Entreprises et commerces

#### Agriculture
- Culture de céréales, de légumineuses et de graines oléagineuses.
- Culture et élevage associés.

#### Tourisme
- Restauration traditionnelle.
- Restauration et hébergements à Merkwiller-Pechelbronn, Soultz-sous-Forêts.

#### Commerces
- Commerces et services de proximité[33] : à Soultz-sous-Forêts...

## Population et société

### Démographie

#### Évolution démographique
L'évolution du nombre d'habitants est connue à travers les recensements de la population effectués dans la commune depuis 1793. Pour les communes de moins de 10 000 habitants, une enquête de recensement portant sur toute la population est réalisée tous les cinq ans, les populations de référence des années intermédiaires étant quant à elles estimées par interpolation ou extrapolation. Pour la commune, le premier recensement exhaustif entrant dans le cadre du nouveau dispositif a été réalisé en 2007.

En 2022, la commune comptait 924 habitants, en évolution de +0,54 % par rapport à 2016 (Bas-Rhin : +3,17 %, France hors Mayotte : +2,11 %).
| 1793 | 1800  | 1806  | 1821  | 1831  | 1836  | 1841  | 1846  | 1851  |
| ---- | ----- | ----- | ----- | ----- | ----- | ----- | ----- | ----- |
| 997  | 1 156 | 1 310 | 1 444 | 1 559 | 1 487 | 1 370 | 1 391 | 1 297 |

| 1856  | 1861  | 1866  | 1871  | 1875  | 1880  | 1885  | 1890 | 1895 |
| ----- | ----- | ----- | ----- | ----- | ----- | ----- | ---- | ---- |
| 1 063 | 1 040 | 1 038 | 1 050 | 1 049 | 1 013 | 1 062 | 692  | 730  |

| 1900 | 1905 | 1910 | 1921 | 1926 | 1931 | 1936 | 1946 | 1954 |
| ---- | ---- | ---- | ---- | ---- | ---- | ---- | ---- | ---- |
| 722  | 754  | 752  | 756  | 828  | 922  | 965  | 958  | 823  |

| 1962 | 1968 | 1975 | 1982 | 1990 | 1999 | 2006 | 2007 | 2012 |
| ---- | ---- | ---- | ---- | ---- | ---- | ---- | ---- | ---- |
| 806  | 785  | 719  | 713  | 740  | 783  | 830  | 837  | 899  |

| 2017 | 2022 | - | - | - | - | - | - | - |
| ---- | ---- | - | - | - | - | - | - | - |
| 915  | 924  | - | - | - | - | - | - | - |

### Enseignement
Établissements d'enseignements :
- École primaire[38],[39],[40],[41].

### Santé
Professionnels et établissements de santé:
- Médecins à Merkwiller-Pechelbronn, Surbourg, Soultz-sous-Forêts, Goersdorf, Durrenbach, Woerth,
- Pharmacies à Merkwiller-Pechelbronn, Soultz-sous-Forêts, Woerth, Lembach,
- Hôpitaux à Lobsann, Goersdorf, Wissembourg, Haguenau.

### Cultes
- Culte catholique, communauté de paroisses Les Prairies de la Zorn[43], diocèse de Strasbourg.
- Culte protestant[44].

### Jumelages
- Kutzenhausen (Allemagne) depuis le 31 mai 1987.

## Lieux et monuments
Patrimoine religieux :
- Église protestante, rue de l'église[45], construite de 1763 à 1765, utilisée alternativement par les protestants et les catholiques jusqu'à la construction d'une église catholique en 1905.

Le mobilier de l'église paroissiale Saint-Georges, temple.
* Verrière à personnages : Résurrection du Christ (baie 0).
* Autel protestant (autel tombeau).
* Chaire pastorale.
* Fonts baptismaux protestants.
* Stalles de temple.
* Banc de temple (36) (1).
* Banc de temple (18) (2).
* Aiguière de baptême.
* Bassin de baptême.
* Calice protestant, patène protestante.
* Grand orgue sur tribune,.
- Église catholique[59], rue des Acacias, construite sur les plans de l'architecte Bruno Steller[60] entre 1903 et 1905. Consacrée en 1905 par l’évêque-coadjuteur Zorn von Bulach, l’église a comme patron saint Georges[61],[62],[63],[64].

Le mobilier de l'église paroissiale Saint-Georges.
* 3 autels, 3 retables, 2 tabernacles, chaire à prêcher, 3 statues, groupe sculpté (maître-autel, autel secondaire) : de mobilier d'église, sainte, saint Wendelin, saint Joseph à l'enfant, Vierge de Pitié, style néo-roman.
* Confessionnal.
* Fonts baptismaux.
* Tableau Vierge à l'Enfant.
* Tableau sainte Odile d'Alsace.
* Calice, patène, ciboire.
* Calice.
* Ostensoir, porte-lunule, lunule.
* Orgue sur tribune,,.
- Chapelle Notre-Dame-de-la-Paix[77],[78].
- L'ancienne synagogue[79],[80]. Dévastée en 1940 par la Hitlerjugend, jeunesse du parti nazi, elle fut détruite en 1957 car elle menaçait de s'écrouler.
- Monument aux morts[81] : conflits commémorés : guerre franco-allemande de 1914-1918 - 1939-1945 - AFN-Algérie (1954-1962).
- Calvaire[82],[83],[84],[85].

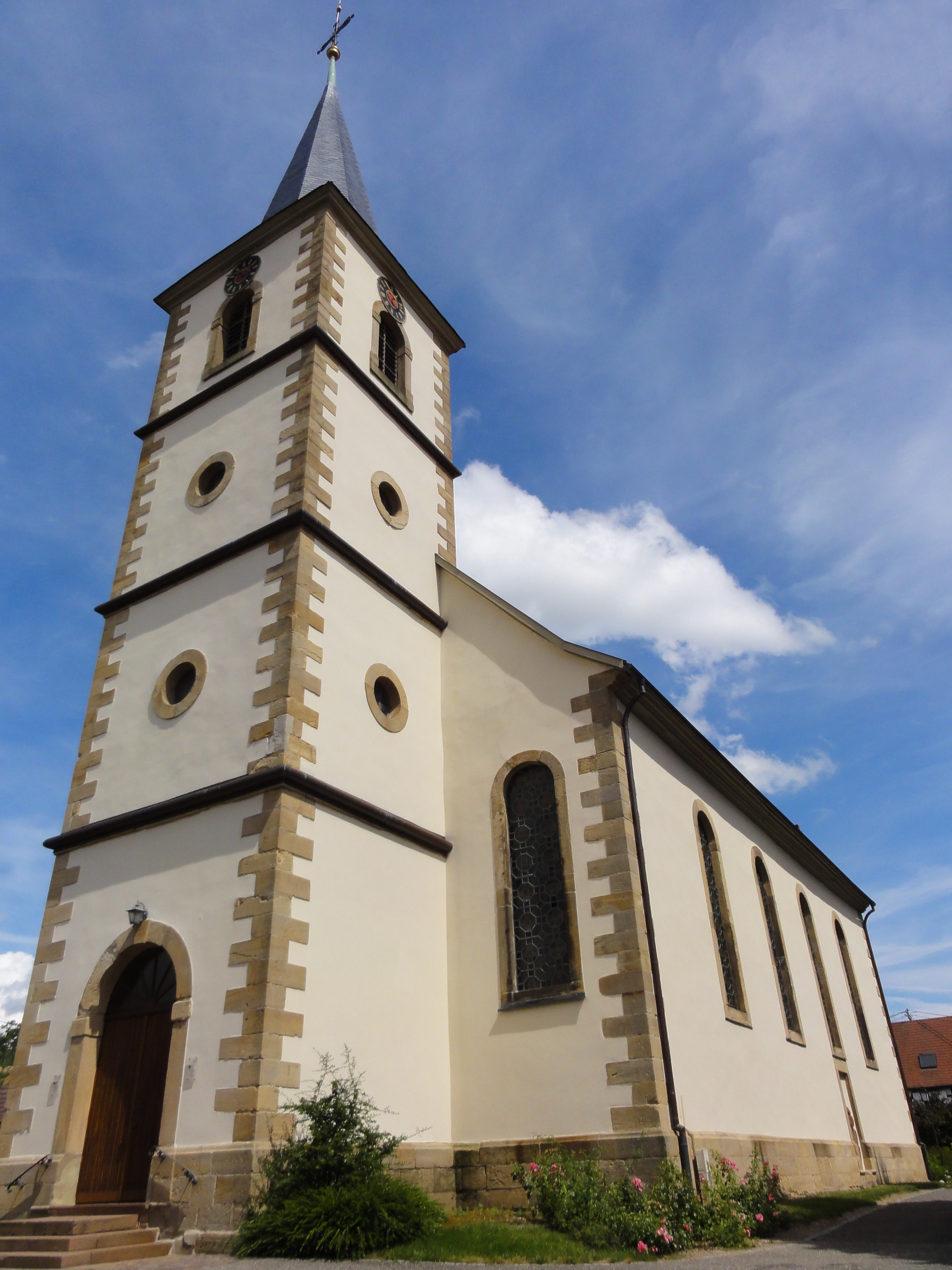
Église protestante (XVIIIe).
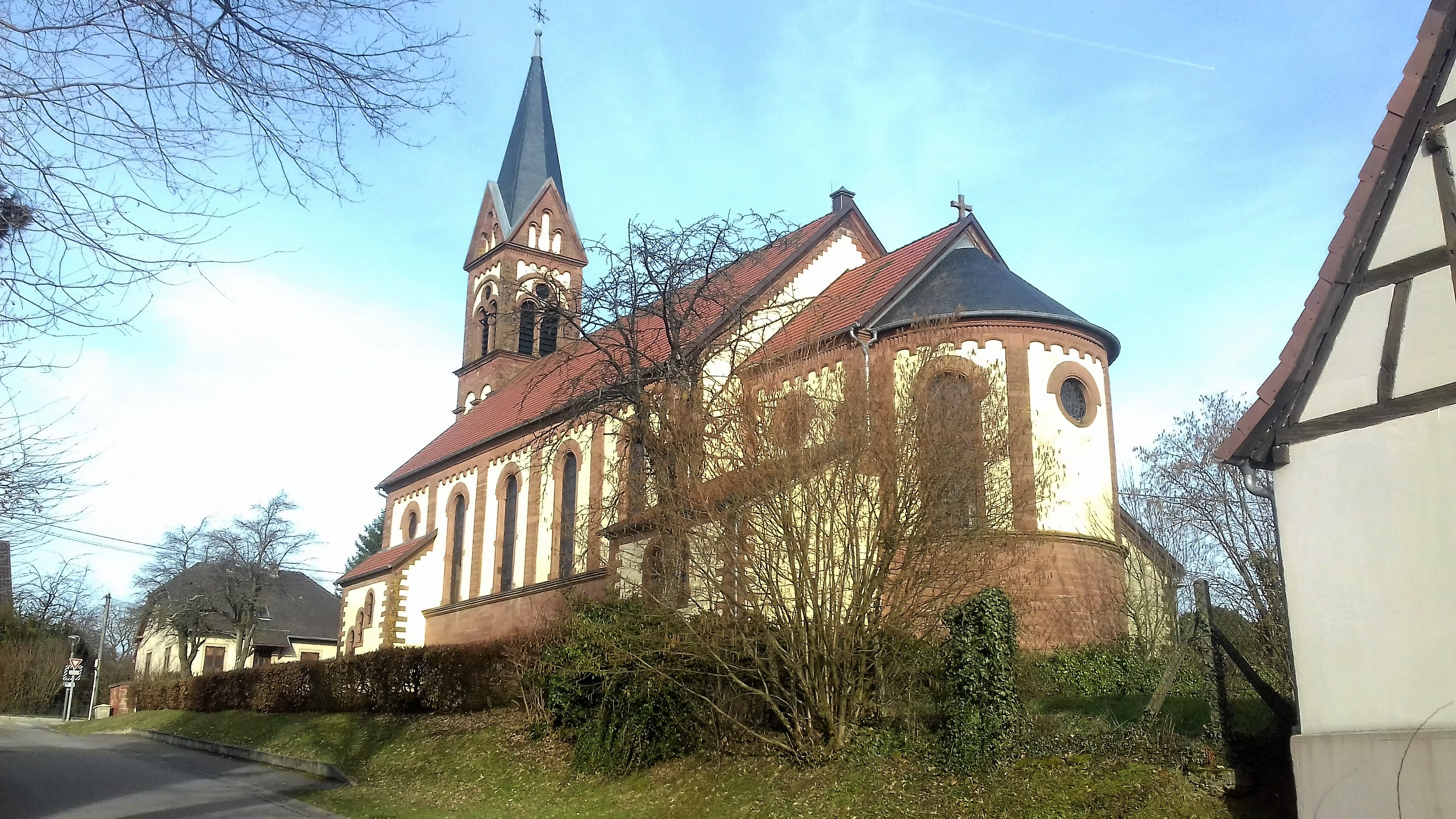
Église catholique Saint-Georges.
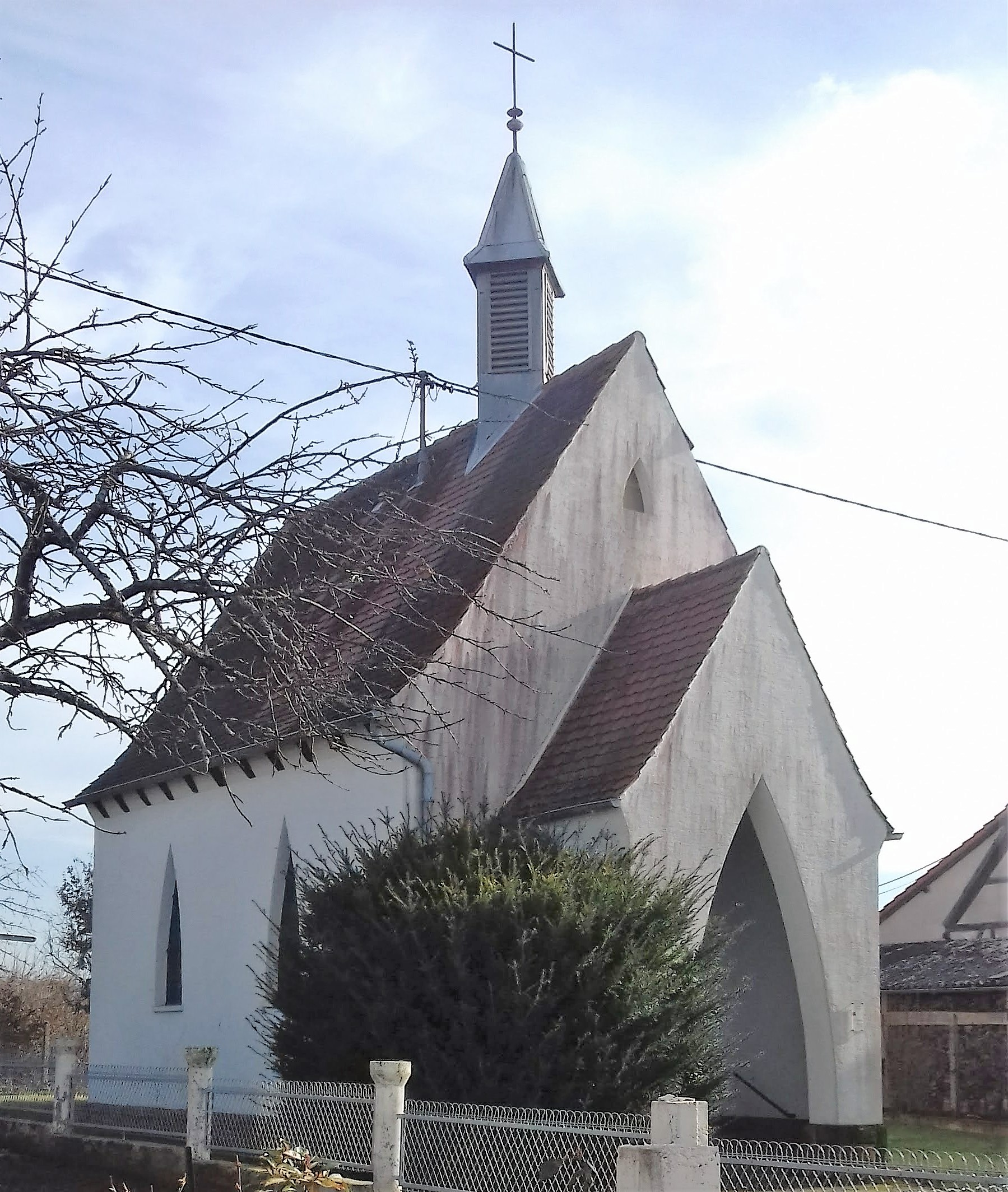
Chapelle Notre-Dame-de-la-Paix.
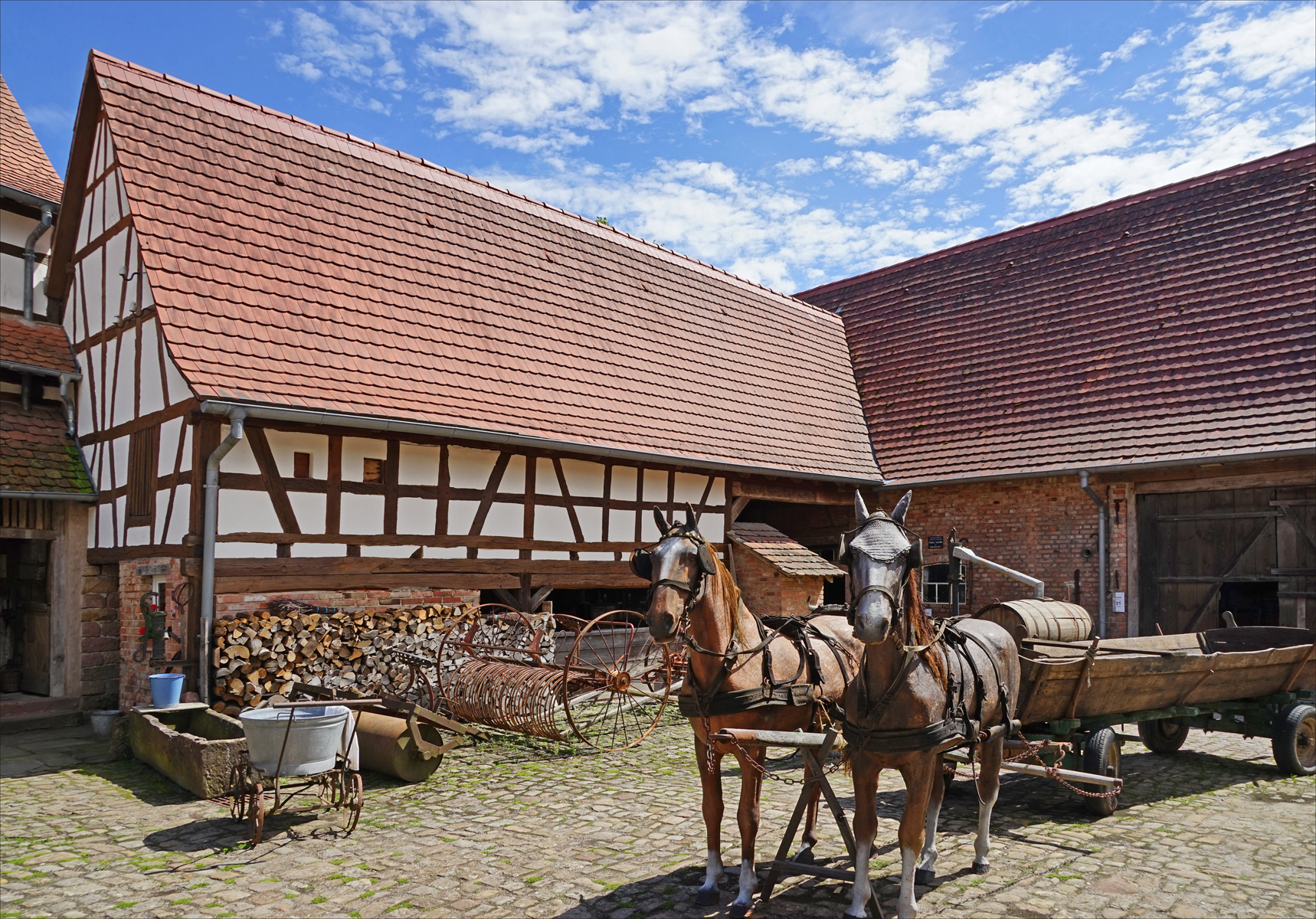
La Maison rurale de l’Outre-Forêt, aujourd’hui Centre d'interprétation du patrimoine.
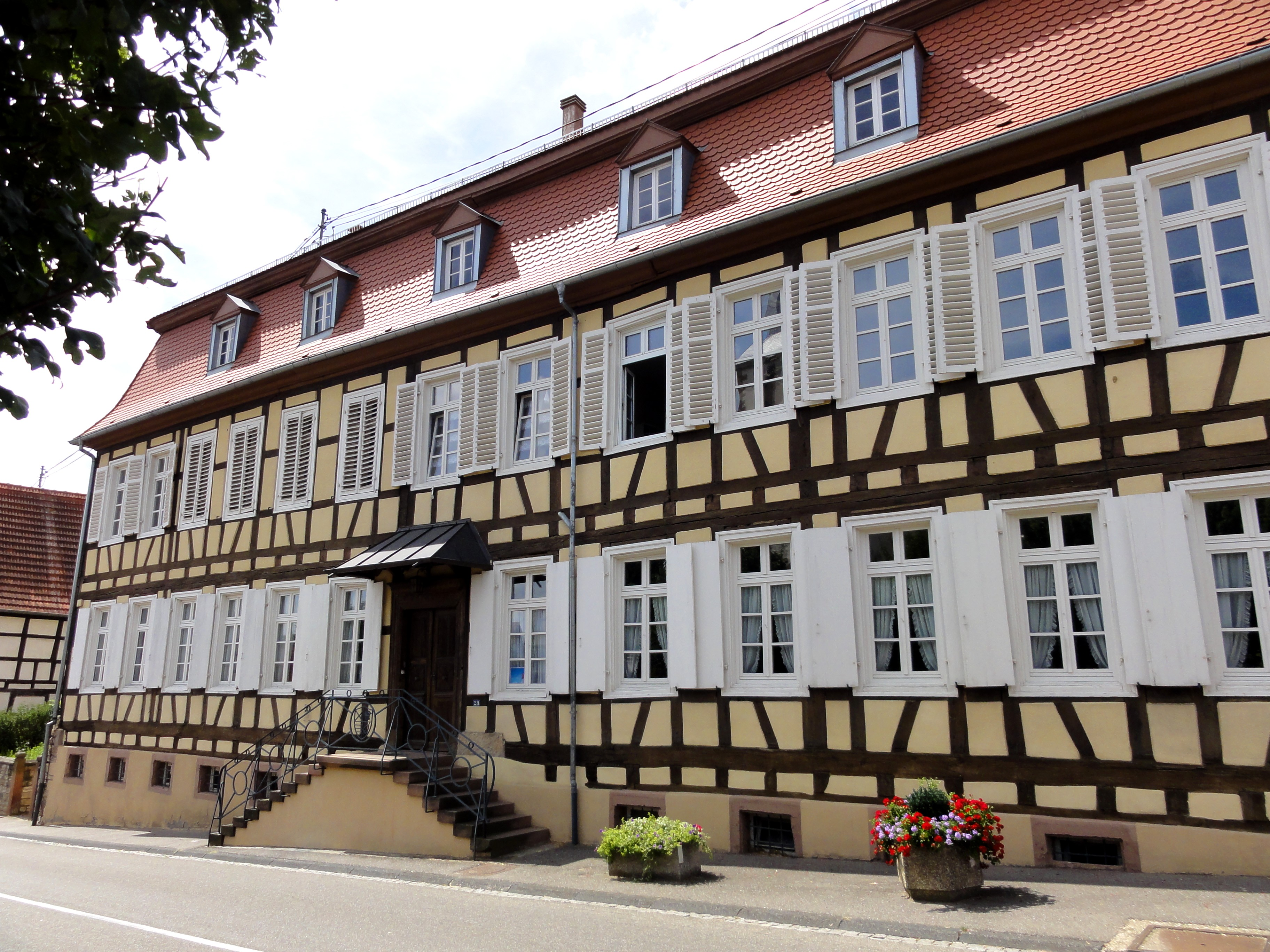
Ancien bailliage des sires de Fleckenstein, ancien presbytère (XVIIIe).
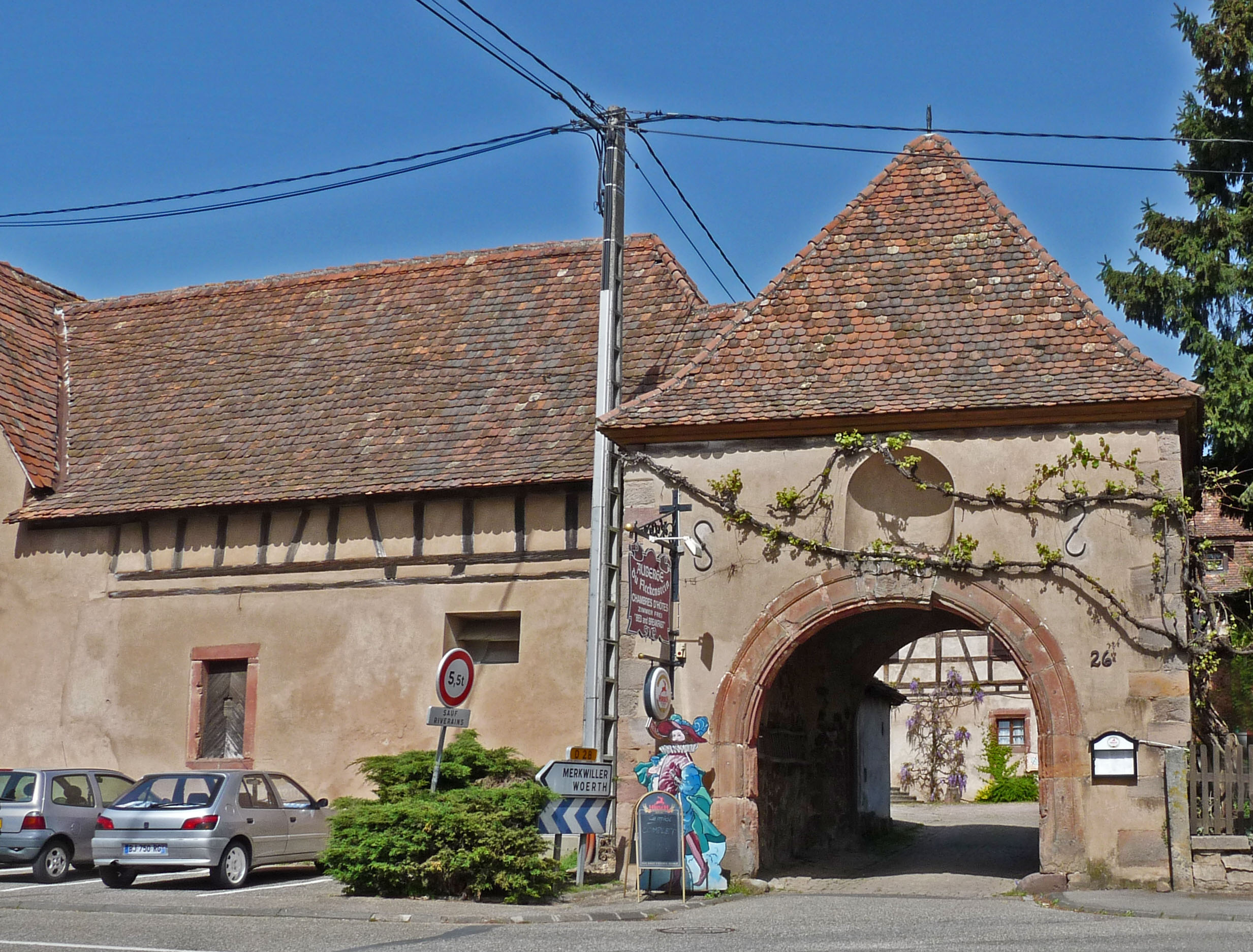
Vestiges remaniés d'une ancienne ferme fortifiée.
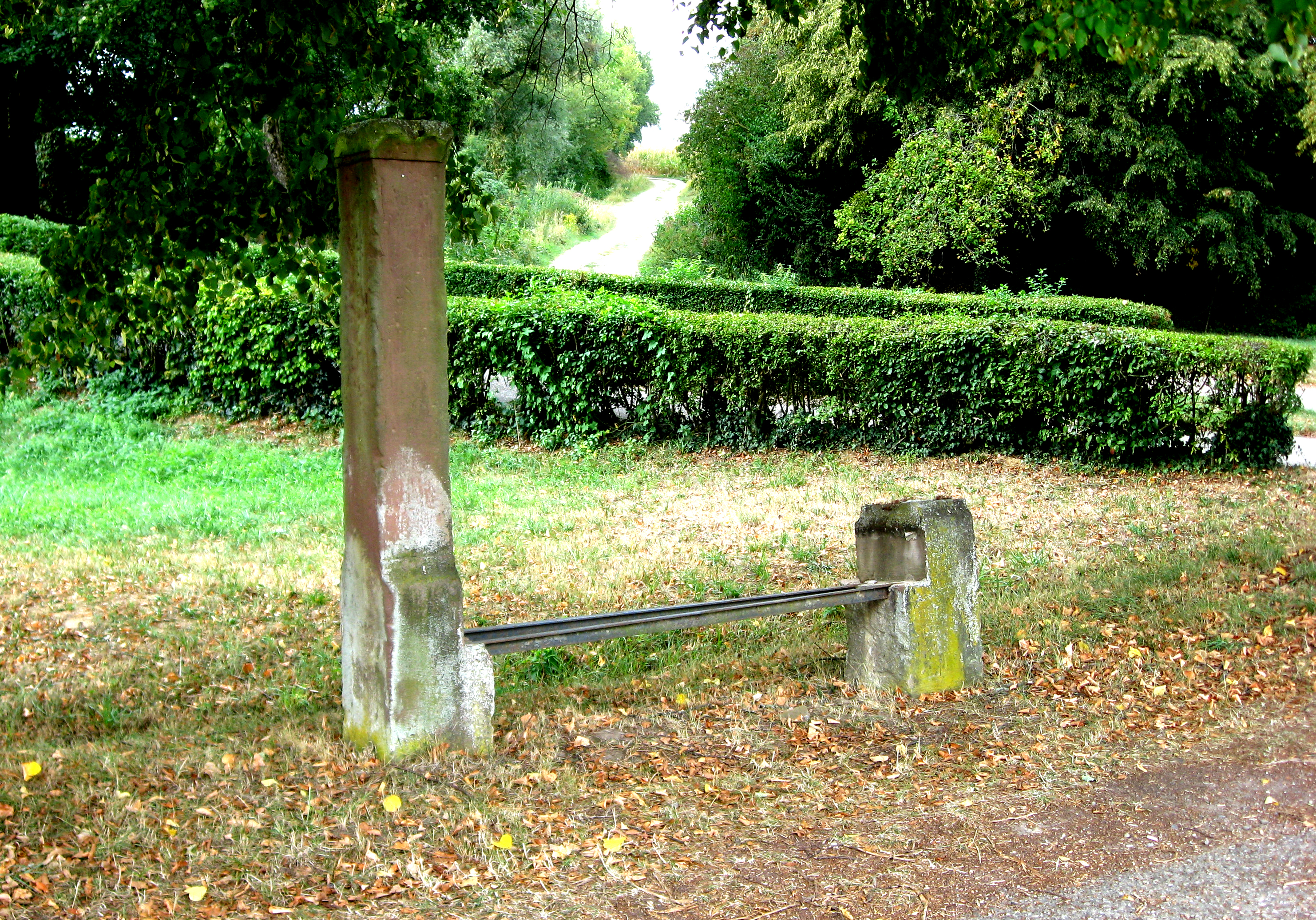
Ruines de banc du Premier Empire à double étage.

Autres patrimoines :
- Les vestiges miniers dont un terril boisé[86],[87].
- La commune abrite un musée des arts et traditions populaires, la Maison rurale de l'Outre-Forêt[88], aujourd'hui Centre d'interprétation du patrimoine[89].
- Tour porche au no 26 de la route de Soultz[90],[91].
- Banc dit banc du roi de Rome[92],[93],[94].
- Puits dit puits à balancier[95].
- Patrimoine rural recensé par le service régional de l'Inventaire général du patrimoine culturel[96].

## Personnalités liées à la commune
- Annie Boulanger, ancienne directrice de l'école de Kutzenhausen, personnalité bas-rhinoise nommée dans l'Ordre des Palmes académiques[97], promotion du 1er janvier 2013.
- Edmond Fabacher, maire honoraire de Kutzenhausen, personnalité bas-rhinoise nommée dans l'Ordre des Palmes académiques, promotion du 1er janvier 2008[98].
- Barbe Roth, 100 ans, doyenne de Kutzenhausen depuis le décès de Louis Hofmann le 7 octobre 2019[99],[100].

## Personnes vivantes les plus âgées de la commune
| Rang | Nom                                | Âge               | Date de naissance | Sexe |
| ---- | ---------------------------------- | ----------------- | ----------------- | ---- |
| 1    | Barbe Roth (née Weimer)            | 101 ans, 71 jours | 5 juin 1924       | F    |
| 2    | Marguerite Braeunig (née Hoeltzel) | 99 ans, 337 jours | 12 septembre 1925 | F    |
| 3    | Caroline Lang (née Durban)         | 97 ans, 44 jours  | 2 juillet 1928    | F    |
| 4    | Marlise Maurer (née Hey)           | 94 ans, 260 jours | 28 novembre 1930  | F    |
| 5    | Jacqueline Fatt (née Gress)        | 92 ans, 298 jours | 21 octobre 1932   | F    |
| 6    | Suzanne Stephan (née Erhart)       | 91 ans, 361 jours | 19 août 1933      | F    |
| 7    | Marie Ratzel (née Zirnheld)        | 90 ans, 333 jours | 16 septembre 1934 | F    |

## Liste des doyen(ne)s de Kutzenhausen
| Devenu(e) doyen(ne) le | Nom                                | Devenu(e) doyen(ne) à l’âge de | Naissance         | Décès            | Âge au décès ou actuel | Durée         | Sexe |
| ---------------------- | ---------------------------------- | ------------------------------ | ----------------- | ---------------- | ---------------------- | ------------- | ---- |
| NC                     | Françoise Schwartzenberger         | ?                              | 7 décembre 1901   | 22 mai 2007      | 105 ans et 166 jours   | Pas de donnée | F    |
| 22 mai 2007            | Henri Haas                         | 98                             | 9 février 1909    | 29 janvier 2012  | 102 ans et 354 jours   | 1713 jours    | M    |
| 29 janvier 2012        | Madeleine Weiss                    | 98                             | 30 septembre 1913 | 24 août 2013     | 99 ans et 328 jours    | 573 jours     | F    |
| 24 août 2013           | Madeleine Langenfeld (née Haessig) | 95                             | 28 août 1917      | 11 novembre 2015 | 98 ans et 75 jours     | 809 jours     | F    |
| 11 novembre 2015       | Anne Rothstein                     | 94                             | 14 février 1921   | 19 février 2016  | 95 ans et 5 jours      | 100 jours     | F    |
| 19 février 2016        | Louis Hofmann                      | 93                             | 15 novembre 1922  | 7 octobre 2019   | 96 ans et 326 jours    | 1326 jours    | M    |
| 7 octobre 2019         | Barbe Roth (née Weimer)            | 95                             | 5 juin 1924       | Vivante          | 101 ans et 71 jours    | 2 139 jours   | F    |